# 吴崇试
吴崇试（1938年9月20日—），江苏泰州人，北京大学物理学院退休教授，退休前为理论物理专业博士生导师。
吴崇试1962年毕业于北京大学物理系，随后留校任教。1987年至1988年间曾在瑞典隆德大学、丹麦玻尔研究所访学。他自1993年起享受国务院政府特殊津贴。吴崇试的学术兼职包括中国科学院理论物理研究所客座研究员和兰州重离子加速器国家实验室原子核理论中心客座研究员。他曾为清华大学数理基础科学班学生授课。
吴崇试出版了《数学物理方法》，与人合著、合编了《我国赴美研究生考试CUSPEA历届试题集解（1980-1984）》《CUSPEA十年》《数学物理方法习题集》。
他曾获得北京大学1994-1995年学年度教学优秀奖、1999年北京大学桐山奖教金。1998年起，吴崇试担任北京大学数学物理方法课程主持人。1999年和2002年，吴崇试主持的数学物理方法课程两次被评为北京大学优秀主干基础课。2003年这门课被评为北京市精品课程，2004年评为国家级精品课。2004年，吴崇试以第一完成人身份参加的“数学物理方法课程建设”项目夺得北京高等教育教学成果奖市级一等奖。